# 新宿純愛物語 (曲)
「新宿純愛物語」は、仲村トオル・一条寺美奈のデュエット・シングル。1987年6月5日にファンハウスから発売された。

## 解説
仲村が主演し、一条寺がデビューした東映系映画『新宿純愛物語』の主題歌と挿入歌。
1988年6月1日に発売された3枚目のシングル8cmCD「傷だらけのHAPPINESS」のc/wとして同2曲も収録された。

## 収録曲
全作詞：売野雅勇 / 全作曲：井上大輔 / 全編曲：中村哲
A面
1. 新宿純愛物語
歌：仲村トオル、一条寺美奈

B面
1. 哀しみ無宿
歌：仲村トオル

## 発売履歴
| 発売日       | レーベル     | 規格 | 規格品番  |
| ------------ | ------------ | ---- | --------- |
| 1987年6月5日 | ファンハウス | EP   | 07FA-1115 |
| 1987年6月5日 | ファンハウス | CT   | 10FC-2106 |